# علي الحذيفي
علي بن عبد الرحمن الحذيفي (22 مايو 1947م) إمام وخطيب للمسجد النبوي منذ عام 1399هـ حتى الآن. ويُعد من بين أشهر القراء في العالم الإسلامي.

## الولادة
ولد عام 1 رجب 1366هـ الموافق 22 مايو 1947م بقرية القرن المستقيم بالعرضية الشمالية جنوب منطقة مكة المكرمة.

## النشأة
نشأ الشيخ علي عبد الرحمن الحذيفي في أسرة متدينة، كان والده إماماً وخطيباً في الجيش السعودي. تلقى تعليمه الأولي في كُتَّاب قريته، وختم القرآن الكريم نظراً على يد الشيخ محمد بن إبراهيم الحذيفي، مع حفظ بعض أجزائه، كما حفظ ودرس بعض المتون في العلوم الشرعية المختلفة. وفي عام 1381هـ التحق بالمدرسة السلفية الأهلية بـ محافظة بلجرشي وتخرج فيها بما يعادل المرحلة المتوسطة، ثم التحق بالمعهد العلمي في بلجرشي عام 1383هـ وتخرج فيه سنة 1388هـ، مكملاً للمرحلة الثانوية.
واصل دراسته الجامعية بكلية الشريعة في جامعة الإمام محمد بن سعود الإسلامية بالرياض عام 1388هـ وتخرج منها عام 1392هـ، وبعد تخرجه عين مدرساً بالمعهد العلمي في محافظة بلجرشي وقام بتدريس التفسير والتوحيد والنحو والصرف والخط إلى جانب ما يقوم به من الإمامة والخطابة في جامع محافظة بلجرشي الأعلى.
حصل على درجة الماجستير من جامعة الأزهر عام 1395هـ، وحصل على الدكتوراه من الجامعة نفسها ـ قسم الفقه شعبة السياسة الشرعية ـ وكان موضوع الرسالة «طرائق الحكم المختلفة في الشريعة الإسلامية دراسة مقارنة بين المذاهب الإسلامية».

## حياته العلمية
عمل في الجامعة الإسلامية منذ عام 1397هـ، فدرس التوحيد والفقه في كلية الشريعة، كما درَّس في كلية الحديث وكلية الدعوة وأصول الدين، ودرس المذاهب بقسم الدراسات العليا، وقام بتدريس القراءات بكلية القرآن الكريم ـ قسم القراءات. ويعد الشيخ علي الحذيفي أحد القراء المتميزين في السعودية والعالم الإسلامي، وله تسجيلات إذاعية في عدد من الإذاعات داخل المملكة وخارجها، وقد أجيز في القراءات من عدد من كبار القراء وهم:
- الشيخ أحمد عبد العزيز الزيات ـ إجازة في القراءات العشر.
- الشيخ عامر السيد عثمان ـ إجازة برواية حفص وقرأ عليه بالسبع ولم يكمل سورة البقرة بسبب وفاة الشيخ عامر.
- الشيخ عبد الفتاح القاضي ـ قرأ عليه ختمة برواية حفص.
- إجازة في الحديث من الشيخ حماد الأنصاري.

## المناصب
إلى جانب عمله بالتدريس الجامعي، عمل الحذيفي وتولّى بعض العضويات منها:
- إمام وخطيب مسجد قباء قبل عام 1398هـ، ولفترات متفاوتة.
- إمام وخطيب للمسجد النبوي منذ 6 جمادى الآخرة 1399هـ وحتى شعبان 1401هـ، وكان إمامًا فقط للفروض الخمسة.
- إمام وخطيب المسجد الحرام في مكة المكرمة في 1 رمضان 1401هـ.
- إمام وخطيب للمسجد النبوي منذ عام 1402هـ حتى الآن. ولم يشارك صلاة التراويح في المسجد النبوي سنوات: 1419هـ و1420هـ و1433هـ.
- وشارك مكلفاً في التراويح والقيام في الحرم المكي سنوات: 1405هـ و1406هـ و1408هـ و1409هـ و1410هـ و1411هـ.
- رئيس اللجنة العلمية لمراجعة مصحف المدينة النبوية.
- عضو لجنة الإشراف على تسجيل المصاحف المرتلة بمجمع الملك فهد لطباعة المصحف الشريف.
- عضو الهيئة العليا لمجمع الملك فهد لطباعة المصحف الشريف.

## تلاميذه
تعلم على يدى الشيخ علي بن عبد الرحمن الحذيفي كثير من الناس منهم:
- الشيخ عبد المحسن القاسم إمام وخطيب المسجد النبوي الشريف بالمدينة المنورة
- الشيخ عبد الله الجهني إمام و خطيب المسجد الحرام بمكة المكرمة
- الشيخ خضر بن محمد السهيمي إمام ومعلم قرآن بتبوك .

## روابط خارجية
- صفحته على موقع طريق الإسلام
- القارئ علي بن عبد الرحمن الحذيفي برواية حفص عن عاصم المصحف كاملا